# Micrurus spurrelli
Micrurus spurrelli (метеликоголовий кораловий аспід) — вид отруйних змій родини аспідових (Elapidae). Ендемік Колумбії.

## Поширення і екологія
Метеликоголові коралові аспіди мешкають в регіоні Пенья-Ліса в басейні річки Кондото в департаменті Чоко на заході Колумбії. Вони живуть у вологих тропічних лісах, на висоті від 100 до 400 м над рівнем моря.

## Збереження
МСОП класифікує стан збереження цього виду як близький до загрозливого. Helicops spurrelli загрожує знищення природного середовища.